# Napakiak
Napakiak ist ein Ort mit dem Status einer City in der Bethel Census Area in Alaska. Das U.S. Census Bureau hatte bei der Volkszählung 2020 eine Einwohnerzahl von 358 ermittelt. Das Eskimo-Dorf liegt im Yupik-Sprachenraum. Der Ort ist nicht zu verwechseln mit Napaskiak.

## Geographie
Napakiak befindet sich im Südwesten von Alaska am rechten Flussufer des Kuskokwim River, 15 km südwestlich vom Verwaltungszentrum Bethel. Der etwa zwei Meter über dem Meeresspiegel gelegene Ort befindet sich auf einer Flussinsel zwischen dem Hauptarm des Kuskokwim River und Johnson’s Slough. Napakiak befindet sich im Yukon-Kuskokwim-Delta und im Schutzgebiet Yukon Delta National Wildlife Refuge. 11 km flussaufwärts befinden sich Oscarville am selben Flussufer sowie Napaskiak auf dem gegenüberliegenden Flussufer. Napakiak verfügt über einen Flugplatz.

## Geschichte
1878 berichtete Edward William Nelson von dem Dorf, das zu jener Zeit noch weiter flussabwärts an der Mündung des Johnson River lag. In den 1920er Jahren errichteten die Herrnhuter Brüdergemeine eine Kapelle in Napakiak. 1939 ging eine Schule in Betrieb. 1946 öffnete der erste Laden. 1960 errichtete die Nationalgarde eine Trainingseinrichtung (armory). Seit 1961 gibt es ein Postamt. 1970 erhielt Napakiak den Status einer City. Heute lebt die Bevölkerung hauptsächlich von Subsistenzwirtschaft. Der Verkauf, die Einfuhr und der Besitz von Alkohol sind in Napakiak verboten.

## Demografie
Zum Zeitpunkt der Volkszählung im Jahre 2020 (U.S. Census 2020) hatte Napakiak 358 Einwohner auf einer Landfläche von 5,21 km². Von den Einwohnern waren 14 Weiße, 2 afrikanisch-amerikanischer, 325 amerikanisch-indianischer Abstammung sowie ein Asiate.
Beim Zensus im Jahr 2000 wurden 353 Einwohner gezählt, 2010 waren es 354.